# Collocalia
A Collocalia a madarak osztályának a sarlósfecske-alakúak (Apodiformes) rendjébe és a  sarlósfecskefélék (Apodidae) családjába tartozó nem.

## Rendszerezésük
A nemet George Robert Gray írta le 1840-ben, az alábbi fajok tartoznak ide.
- törpeszalangána (Collocalia troglodytes)
- Linchi-szalangána (Collocalia linchi)
- fényes szalangána (Collocalia esculenta)
- Collocalia sumbawae[1] vagy Collocalia esculenta sumbawae[2]
- Collocalia natalis[1] vagy Collocalia esculenta natalis[2]
- Collocalia affinis[1] vagy Collocalia esculenta affinis[2]
- Collocalia isonota[1] vagy Collocalia esculenta isonota[2]
- Collocalia marginata[1] vagy Collocalia esculenta marginata[2]
- Collocalia neglecta[1] vagy Collocalia esculenta neglecta[2]
- Collocalia uropygialis[1] vagy Collocalia esculenta uropygialis[2]
- Collocalia dodgei[1] vagy Collocalia linchi dodgei[2]